# Estorffina
Estorffina es un género de foraminífero bentónico considerado un sinónimo posterior de Ciperozea de la subfamilia Uvigerininae, de la familia Uvigerinidae, de la superfamilia Buliminoidea, del suborden Buliminina y del orden Buliminida. Su especie tipo era Siphogenerina mayi. Su rango cronoestratigráfico abarca desde el Chattiense (Oligoceno superior) hasta el Burdigaliense (Mioceno inferior).

## Discusión
Clasificaciones previas incluían Estorffina en el suborden Rotaliina del orden Rotaliida.

## Clasificación
Estorffina incluía a la siguiente especie:
- Estorffina mayi †